# Nathan Banks
Pour les articles homonymes, voir Banks.
Nathan Banks est un entomologiste et un arachnologiste américain, né le 13 avril 1868 à Roslyn (New York) et mort le 24 janvier 1953  à Holliston (Massachusetts).

## Biographie
Nathan Banks est né à Roslyn, New York, le 13 avril 1868,.
Après avoir fréquenté les écoles de Roslyn, il étudie à l'Université Cornell, Ithaca (New York), New York où il reçoit son Bachelor of Sciences en 1889,.
Ses études supérieures, réalisées sous la supervision du professeur John Henry Comstock, le conduisent au Master of Science en 1890,.
La même année, il obtient un poste au Bureau d'entomologie du département de l'Agriculture des États-Unis (USDA) à Washington où pendant vingt-six ans (de 1890 à 1916, et à partir de 1896 en tant qu'entomologiste adjoint), il poursuit des recherches sur la taxonomie des insectes et des arachnides. En 1905, il fait paraître le premier manuel en anglais sur les acariens : A Treatise on the Acarina, Or Mites.
Les années passant, son poste à Washington le satisfait de moins en moins, notamment au regard de la sauvegarde et de l'hébergement de sa collection privée d'insectes résultant d'échanges avec de nombreux entomologistes de nombreux pays et qui avait atteint une taille et une importance extraordinaire. En 1904, il écrit à Samuel Henshaw, le nouveau directeur du Museum of Comparative Zoology de l’université Harvard, dans l'éventualité d'un poste disponible là-bas. Bien que la réponse fut négative dans l'immédiat, Henshaw l'assura d'une opportunité future. Cette opportunité se concrétise finalement plus de dix ans plus tard en 1916 lorsque Banks devient curateur des insectes. Banks succède ainsi à ses éminents prédécesseurs Samuel Hubbard Scudder, Alpheus Spring Packard, Philip Reese Uhler et Hermann August Hagen. Banks fait don de sa bibliothèque et de sa collection au Muséum de Zoologie comparative. Cette collection constitue l'une des plus importantes collections entomologiques reçues par le Muséum avec 120 000 spécimens dont 1 800 types.
En 1928 il devient associate professor de zoologie,.
En 1941, lors de l'augmentation du nombre de curateurs en entomologie au Muséum, Banks est nommé curateur en chef des insectes, titre qu'il conserve jusqu'à son départ à la retraite en 1945 à l'âge de 76 ans.
Il est mort dans sa maison d'Holliston, Massachusetts le 24 janvier 1953,.
Il était marié avec Mary A. Lu Gar dont il eut huit enfants.
La contribution de Nathan Banks à l'entomologie est remarquable. Elle inclut plus de 440 publications scientifiques publiées entre 1890 et 1951 sur différents aspects de l'entomologie parmi lesquelles The Entomological Code publié en 1912 avec Andrew Nelson Caudell.
La majorité de ses premières publications, de 1890 à 1900, ont été consacrées aux Arachnida mais les plus tardives traitent des ordres Trichoptera, Mecoptera, Neuroptera et Psocoptera ainsi que Plecoptera, Isoptera, Hemiptera, Diptera (en particulier les Psychodidae) et Hymenoptera (en particulier les Pompilidae).
Bon collecteur d'insectes, il était trop occupé au Muséum pour réaliser de grands voyages qui se sont principalement limités aux États-Unis où il a notamment collecté des spécimens avec son fils Gilbert et avec Philip Jackson Darlington et Frank Morton Carpenter. Son plus lointain voyage de terrain fut réalisé en 1924 à Panama sur l'Île Barro Colorado.

## Héritage naturaliste

### Les araignées
Au cours de ses travaux sur les araignées, il a décrit plusieurs centaines d'espèces et sous-espèces toujours valides.
- Acanthepeira venusta (Banks, 1896) - famille Araneidae
- Achaearanea micratula (Banks, 1909) - famille Theridiidae
- Agelenopsis longistyla (Banks, 1901) - famille Agelenidae
- Agroeca minuta Banks, 1895 - famille Liocranidae
- Agroeca ornata Banks, 1892 - famille Liocranidae
- Agyneta floridana (Banks, 1896) - famille Linyphiidae
- Agyneta parva (Banks, 1896) - famille Linyphiidae
- Agyneta plagiata (Banks, 1929) - famille Linyphiidae
- Agyneta transversa (Banks, 1898) - famille Linyphiidae
- Agyneta unimaculata (Banks, 1892) - famille Linyphiidae
- Aliatypus californicus (Banks, 1896) - famille Antrodiaetidae
- Allocosa mexicana (Banks, 1898) - famille Lycosidae
- Allocosa parva (Banks, 1894) - famille Lycosidae
- Anyphaena aperta (Banks, 1921) - famille Anyphaenidae
- Anyphaena californica (Banks, 1904) - famille Anyphaenidae
- Anyphaena fraterna (Banks, 1896) - famille Anyphaenidae
- Anyphaena furcatella Banks, 1914 - famille Anyphaenidae
- Anyphaena maculata (Banks, 1896) - famille Anyphaenidae
- Anyphaena marginalis (Banks, 1901) - famille Anyphaenidae
- Anyphaena pacifica (Banks, 1896) - famille Anyphaenidae
- Anyphaena pretiosa Banks, 1914 - famille Anyphaenidae
- Anyphaenoides pacifica (Banks, 1902) - famille Anyphaenidae
- Apollophanes texanus Banks, 1904 - famille Philodromidae
- Arachosia cubana (Banks, 1909) - famille Anyphaenidae
- Araneus arizonensis (Banks, 1900) - famille Araneidae
- Araneus gundlachi (Banks, 1914) - famille Araneidae
- Araneus microsoma (Banks, 1909) - famille Araneidae
- Argenna polita (Banks, 1898) - famille Dictynidae
- Argyrodes pluto Banks, 1906 - famille Theridiidae
- Ariadna tarsalis Banks, 1902 - famille Segestriidae
- Asagena medialis (Banks, 1898) - famille Theridiidae
- Attidops cinctipes (Banks, 1900) - famille Salticidae
- Aymaria conica (Banks, 1902) - famille Pholcidae
- Aymaria insularis (Banks, 1902) - famille Pholcidae
- Balmaceda distans (Banks, 1924) - famille Salticidae
- Bassaniana floridana (Banks, 1896) - famille Thomisidae
- Bathyphantes alascensis (Banks, 1900) - famille Linyphiidae
- Bathyphantes alboventris (Banks, 1892) - famille Linyphiidae
- Bathyphantes pallidus (Banks, 1892) - famille Linyphiidae
- Calilena californica (Banks, 1896) - famille Agelenidae
- Calilena peninsulana (Banks, 1898) - famille Agelenidae
- Calileptoneta californica (Banks, 1904) - famille Leptonetidae
- Callilepis pluto Banks, 1896 - famille Gnaphosidae
- Calymmaria californica (Banks, 1896) - famille Cybaeidae
- Camillina galapagoensis (Banks, 1902) - famille Gnaphosidae
- Camptocosa parallela (Banks, 1898) - famille Lycosidae
- Carabella insignis (Banks, 1929) - famille Salticidae
- Castianeira cincta (Banks, 1929) - famille Corinnidae
- Castianeira cubana (Banks, 1926) - famille Corinnidae
- Castianeira dorsata (Banks, 1898) - famille Corinnidae
- Castianeira floridana (Banks, 1904) - famille Corinnidae
- Castianeira mexicana (Banks, 1898) - famille Corinnidae
- Castianeira similis (Banks, 1929) - famille Corinnidae
- Castianeira venusta (Banks, 1898) - famille Corinnidae
- Ceraticelus similis (Banks, 1892) - famille Linyphiidae
- Ceratinops annulipes (Banks, 1892) - famille Linyphiidae
- Ceratinops carolinus (Banks, 1911) - famille Linyphiidae
- Ceratinopsidis formosa (Banks, 1892) - famille Linyphiidae
- Ceratinopsis bicolor Banks, 1896 - famille Linyphiidae
- Ceratinopsis rosea Banks, 1898 - famille Linyphiidae
- Cerionesta pacifica (Banks, 1902) - famille Salticidae
- Cesonia cincta (Banks, 1909) - famille Gnaphosidae
- Cesonia grisea (Banks, 1914) - famille Gnaphosidae
- Cesonia trivittata Banks, 1898 - famille Gnaphosidae
- Chalcoscirtus diminutus (Banks, 1896) - famille Salticidae
- Chapoda peckhami Banks, 1929 - famille Salticidae
- Cheniseo recurvata (Banks, 1900) - famille Linyphiidae
- Chinattus parvulus (Banks, 1895) - famille Salticidae
- Chrysometa bella (Banks, 1909) - famille Tetragnathidae
- Cicurina placida Banks, 1892 - famille Hahniidae
- Clubiona complicata Banks, 1898 - famille Clubionidae
- Clubiona littoralis Banks, 1895 - famille Clubionidae
- Clubiona moesta Banks, 1896 - famille Clubionidae
- Clubiona pacifica Banks, 1896 - famille Clubionidae
- Clubiona pygmaea Banks, 1892 - famille Clubionidae
- Coelotes exaptus Banks, 1898 - famille Agelenidae
- Coleosoma floridanum Banks, 1900 - famille Theridiidae
- Colphepeira catawba (Banks, 1911) - famille Araneidae
- Compsodecta haytiensis (Banks, 1903) - famille Salticidae
- Coriarachne brunneipes Banks, 1893 - famille Thomisidae
- Corinna mexicana (Banks, 1898) - famille Corinnidae
- Corinna modesta Banks, 1909 - famille Corinnidae
- Corinna peninsulana Banks, 1898 - famille Corinnidae
- Corinna pictipes Banks, 1909 - famille Corinnidae
- Corinna testacea (Banks, 1898) - famille Corinnidae
- Corythalia obsoleta Banks, 1929 - famille Salticidae
- Cryptachaea porteri (Banks, 1896) - famille Theridiidae
- Curicaberis luctuosus (Banks, 1898) - famille Sparassidae
- Curicaberis peninsulanus (Banks, 1898) - famille Sparassidae
- Cybaeina minuta (Banks, 1906) - famille Cybaeidae
- Cybaeus giganteus Banks, 1892 - famille Cybaeidae
- Decaphora cubana (Banks, 1909) - famille Sparassidae
- Dictyna calcarata Banks, 1904 - famille Dictynidae
- Dictyna miniata Banks, 1898 - famille Dictynidae
- Dirksia cinctipes (Banks, 1896) - famille Cybaeidae
- Drassinella modesta Banks, 1904 - famille Phrurolithidae
- Drassyllus aprilinus (Banks, 1904) - famille Gnaphosidae
- Drassyllus arizonensis (Banks, 1901) - famille Gnaphosidae
- Drassyllus frigidus (Banks, 1892) - famille Gnaphosidae
- Drassyllus insularis (Banks, 1900) - famille Gnaphosidae
- Drassyllus lepidus (Banks, 1899) - famille Gnaphosidae
- Drassyllus mexicanus (Banks, 1898) - famille Gnaphosidae
- Drassyllus niger (Banks, 1896) - famille Gnaphosidae
- Drassyllus novus (Banks, 1895) - famille Gnaphosidae
- Drassyllus rufulus (Banks, 1892) - famille Gnaphosidae
- Eilica bicolor Banks, 1896 - famille Gnaphosidae
- Elaver tristani (Banks, 1909) - famille Clubionidae
- Elaver tumivulva (Banks, 1909) - famille Clubionidae
- Emblyna maxima (Banks, 1892) - famille Dictynidae
- Epicadus granulatus Banks, 1909 - famille Thomisidae
- Episinus amoenus Banks, 1911 - famille Theridiidae
- Erigone albescens Banks, 1898 - famille Linyphiidae
- Erigone tristis (Banks, 1892) - famille Linyphiidae
- Eris floridana (Banks, 1904) - famille Salticidae
- Eris trimaculata (Banks, 1898) - famille Salticidae
- Euryopis californica Banks, 1904 - famille Theridiidae
- Euryopis formosa Banks, 1908 - famille Theridiidae
- Euryopis quinquemaculata Banks, 1900 - famille Theridiidae
- Euryopis scriptipes Banks, 1908 - famille Theridiidae
- Euryopis texana Banks, 1908 - famille Theridiidae
- Eustala emertoni (Banks, 1904) - famille Araneidae
- Eustiromastix frontalis (Banks, 1929) - famille Salticidae
- Exalbidion dotanum (Banks, 1914) - famille Theridiidae
- Floricomus nigriceps (Banks, 1906) - famille Linyphiidae
- Fluda princeps Banks, 1929 - famille Salticidae
- Freya justina Banks, 1929 - famille Salticidae
- Gamasomorpha rufa Banks, 1898 - famille Oonopidae
- Gayenna ignava Banks, 1898 - famille Anyphaenidae
- Gayenna orizaba Banks, 1898 - famille Anyphaenidae
- Geolycosa missouriensis (Banks, 1895) - famille Lycosidae
- Gertschosa cincta (Banks, 1929) - famille Gnaphosidae
- Ghelna canadensis (Banks, 1897) - famille Salticidae
- Ghelna sexmaculata (Banks, 1895) - famille Salticidae
- Glenognatha minuta Banks, 1898 - famille Tetragnathidae
- Gnaphosa californica Banks, 1904 - famille Gnaphosidae
- Gnaphosa hirsutipes Banks, 1901 - famille Gnaphosidae
- Gnaphosa parvula Banks, 1896 - famille Gnaphosidae
- Gnaphosa utahana Banks, 1904 - famille Gnaphosidae
- Gnathonargus unicorn (Banks, 1892) - famille Linyphiidae
- Gongylidiellum minutum (Banks, 1892) - famille Linyphiidae
- Grammonota gentilis Banks, 1898 - famille Linyphiidae
- Grammonota gigas (Banks, 1896) - famille Linyphiidae
- Grammonota insana (Banks, 1898) - famille Linyphiidae
- Grammonota kincaidi (Banks, 1906) - famille Linyphiidae
- Grammonota maculata Banks, 1896 - famille Linyphiidae
- Grammonota nigriceps Banks, 1898 - famille Linyphiidae
- Grammonota pallipes Banks, 1895 - famille Linyphiidae
- Grammonota texana (Banks, 1899) - famille Linyphiidae
- Grammonota trivittata Banks, 1895 - famille Linyphiidae
- Habronattus agilis (Banks, 1893) - famille Salticidae
- Habronattus aztecanus (Banks, 1898) - famille Salticidae
- Habronattus borealis (Banks, 1895) - famille Salticidae
- Habronattus calcaratus (Banks, 1904) - famille Salticidae
- Habronattus californicus (Banks, 1904) - famille Salticidae
- Habronattus clypeatus (Banks, 1895) - famille Salticidae
- Habronattus cockerelli (Banks, 1901) - famille Salticidae
- Habronattus conjunctus (Banks, 1898) - famille Salticidae
- Habronattus divaricatus (Banks, 1898) - famille Salticidae
- Habronattus formosus (Banks, 1906) - famille Salticidae
- Habronattus peckhami (Banks, 1921) - famille Salticidae
- Habronattus signatus (Banks, 1900) - famille Salticidae
- Habronattus tarsalis (Banks, 1904) - famille Salticidae
- Haplodrassus maculatus (Banks, 1904) - famille Gnaphosidae
- Herpyllus cockerelli (Banks, 1901) - famille Gnaphosidae
- Herpyllus perditus (Banks, 1898) - famille Gnaphosidae
- Herpyllus schwarzi (Banks, 1901) - famille Gnaphosidae
- Hibana bicolor (Banks, 1909) - famille Anyphaenidae
- Hibana futilis (Banks, 1898) - famille Anyphaenidae
- Hibana similaris (Banks, 1929) - famille Anyphaenidae
- Hogna albemarlensis (Banks, 1902) - famille Lycosidae
- Hogna coloradensis (Banks, 1894) - famille Lycosidae
- Hogna galapagoensis (Banks, 1902) - famille Lycosidae
- Hogna morosina (Banks, 1909) - famille Lycosidae
- Hogna persimilis (Banks, 1898) - famille Lycosidae
- Hogna posticata (Banks, 1904) - famille Lycosidae
- Hogna snodgrassi Banks, 1902 - famille Lycosidae
- Hololena pacifica (Banks, 1896) - famille Agelenidae
- Icius separatus Banks, 1903 - famille Salticidae
- Idionella formosa (Banks, 1892) - famille Linyphiidae
- Isaloides echinatus (Banks, 1914) - famille Thomisidae
- Isaloides toussainti Banks, 1903 - famille Thomisidae
- Islandiana flaveola (Banks, 1892) - famille Linyphiidae
- Itata completa (Banks, 1929) - famille Salticidae
- Katissa delicatula (Banks, 1909) - famille Anyphaenidae
- Katissa elegans (Banks, 1909) - famille Anyphaenidae
- Larinia borealis Banks, 1894 - famille Araneidae
- Lepthyphantes maculatus (Banks, 1900) - famille Linyphiidae
- Leptodrassus incertus Banks, 1898 - famille Gnaphosidae
- Linyphantes pacificus (Banks, 1906) - famille Linyphiidae
- Linyphantes tragicus (Banks, 1898) - famille Linyphiidae
- Linyphia bisignata (Banks, 1909) - famille Linyphiidae
- Linyphia eiseni Banks, 1898 - famille Linyphiidae
- Linyphia maculosa (Banks, 1909) - famille Linyphiidae
- Linyphia postica (Banks, 1909) - famille Linyphiidae
- Lupettiana parvula (Banks, 1903) - famille Anyphaenidae
- Lycosa adusta Banks, 1898 - famille Lycosidae
- Lycosa biolleyi Banks, 1909 - famille Lycosidae
- Lycosa emuncta Banks, 1898 - famille Lycosidae
- Lycosa futilis Banks, 1898 - famille Lycosidae
- Lycosa injusta Banks, 1898 - famille Lycosidae
- Lycosa mexicana Banks, 1898 - famille Lycosidae
- Lycosa signiventris Banks, 1909 - famille Lycosidae
- Lycosa similis Banks, 1892 - famille Lycosidae
- Lyssomanes consimilis Banks, 1929 - famille Salticidae
- Lyssomanes convexus Banks, 1909 - famille Salticidae
- Lyssomanes dissimilis Banks, 1929 - famille Salticidae
- Mallos pallidus (Banks, 1904) - famille Dictynidae
- Marpissa formosa (Banks, 1892) - famille Salticidae
- Marpissa robusta (Banks, 1906) - famille Salticidae
- Maso politus Banks, 1896 - famille Linyphiidae
- Mastophora corpulenta (Banks, 1898) - famille Araneidae
- Mecaphesa californica (Banks, 1896) - famille Thomisidae
- Mecaphesa decora (Banks, 1898) - famille Thomisidae
- Mecaphesa inclusa (Banks, 1902) - famille Thomisidae
- Menemerus marginalis (Banks, 1909) - famille Salticidae
- Meriola californica (Banks, 1904) - famille Trachelidae
- Meriola decepta Banks, 1895 - famille Trachelidae
- Mermessus denticulatus (Banks, 1898) - famille Linyphiidae
- Mermessus maculatus (Banks, 1892) - famille Linyphiidae
- Messua limbata (Banks, 1898) - famille Salticidae
- Metacyrba insularis (Banks, 1902) - famille Salticidae
- Metacyrba pictipes Banks, 1903 - famille Salticidae
- Metacyrba taeniola similis Banks, 1904 - famille Salticidae
- Metaphidippus comptus (Banks, 1909) - famille Salticidae
- Metaphidippus texanus (Banks, 1904) - famille Salticidae
- Metazygia crewi (Banks, 1903) - famille Araneidae
- Metazygia keyserlingi Banks, 1929 - famille Araneidae
- Metazygia zilloides (Banks, 1898) - famille Araneidae
- Mexigonus arizonensis (Banks, 1904) - famille Salticidae
- Mexitlia trivittata (Banks, 1901) - famille Dictynidae
- Miagrammopes cubanus Banks, 1909 - famille Uloboridae
- Micaria coloradensis Banks, 1896 - famille Gnaphosidae
- Micaria palliditarsa Banks, 1896 - famille Gnaphosidae
- Micaria punctata Banks, 1896 - famille Gnaphosidae
- Micrathena cubana (Banks, 1909) - famille Araneidae
- Micrathena fidelis (Banks, 1909) - famille Araneidae
- Microdipoena guttata Banks, 1895 - famille Mysmenidae
- Microneta flaveola Banks, 1892 - famille Linyphiidae
- Misumena conferta Banks, 1898 - famille Thomisidae
- Misumena fidelis Banks, 1898 - famille Thomisidae
- Misumena peninsulana Banks, 1898 - famille Thomisidae
- Misumenops bellulus (Banks, 1896) - famille Thomisidae
- Misumenops consuetus (Banks, 1898) - famille Thomisidae
- Modisimus pulchellus Banks, 1929 - famille Pholcidae
- Modisimus signatus (Banks, 1914) - famille Pholcidae
- Modisimus texanus Banks, 1906 - famille Pholcidae
- Modysticus floridanus (Banks, 1895) - famille Thomisidae
- Myrmarachne assimilis Banks, 1930 - famille Salticidae
- Myrmarachne bakeri Banks, 1930 - famille Salticidae
- Myrmarachne bidentata Banks, 1930 - famille Salticidae
- Myrmarachne chapmani Banks, 1930 - famille Salticidae
- Myrmarachne iridescens Banks, 1930 - famille Salticidae
- Myrmarachne mcgregori Banks, 1930 - famille Salticidae
- Myrmarachne piercei Banks, 1930 - famille Salticidae
- Myrmarachne seriatis Banks, 1930 - famille Salticidae
- Myrmarachne tagalica Banks, 1930 - famille Salticidae
- Mythoplastoides exiguus (Banks, 1892) - famille Linyphiidae
- Neostasina bicolor (Banks, 1914) - famille Sparassidae
- Neozimiris pubescens (Banks, 1898) - famille Prodidomidae
- Neriene variabilis (Banks, 1892) - famille Linyphiidae
- Nodocion floridanus (Banks, 1896) - famille Gnaphosidae
- Notiomaso australis Banks, 1914 - famille Linyphiidae
- Novalena orizaba (Banks, 1898) - famille Agelenidae
- Oaphantes pallidulus (Banks, 1904) - famille Linyphiidae
- Odo galapagoensis Banks, 1902 - famille Xenoctenidae
- Odo insularis Banks, 1902 - famille Xenoctenidae
- Oedothorax alascensis (Banks, 1900) - famille Linyphiidae
- Oedothorax brevipalpus (Banks, 1901) - famille Linyphiidae
- Oedothorax trilobatus (Banks, 1896) - famille Linyphiidae
- Olios audax (Banks, 1909) - famille Sparassidae
- Olios crassus (Banks, 1909) - famille Sparassidae
- Olios formosus Banks, 1929 - famille Sparassidae
- Olios galapagoensis Banks, 1902 - famille Sparassidae
- Opopaea floridana (Banks, 1896) - famille Oonopidae
- Orchestina saltitans Banks, 1894 - famille Oonopidae
- Orodrassus assimilis (Banks, 1895) - famille Gnaphosidae
- Orthonops ovalis (Banks, 1898) - famille Caponiidae
- Otiothops macleayi Banks, 1929 - famille Palpimanidae
- Oxyopes flavus Banks, 1898 - famille Oxyopidae
- Ozyptila americana Banks, 1895 - famille Thomisidae
- Ozyptila pacifica Banks, 1895 - famille Thomisidae
- Paramarpissa albopilosa (Banks, 1902) - famille Salticidae
- Paraphidippus basalis (Banks, 1904) - famille Salticidae
- Paraphidippus disjunctus (Banks, 1898) - famille Salticidae
- Paraphidippus funebris (Banks, 1898) - famille Salticidae
- Paraphidippus incontestus (Banks, 1909) - famille Salticidae
- Paraphidippus nigropilosus (Banks, 1898) - famille Salticidae
- Paratheuma insulana (Banks, 1902) - famille Dictynidae
- Pardosa atromedia Banks, 1904 - famille Lycosidae
- Pardosa bellona Banks, 1898 - famille Lycosidae
- Pardosa coloradensis Banks, 1894 - famille Lycosidae
- Pardosa dilecta Banks, 1898 - famille Lycosidae
- Pardosa dorsalis Banks, 1894 - famille Lycosidae
- Pardosa floridana (Banks, 1896) - famille Lycosidae
- Pardosa littoralis Banks, 1896 - famille Lycosidae
- Pardosa medialis Banks, 1898 - famille Lycosidae
- Pardosa moesta Banks, 1892 - famille Lycosidae
- Pardosa parvula Banks, 1904 - famille Lycosidae
- Pardosa portoricensis Banks, 1901 - famille Lycosidae
- Pardosa sierra Banks, 1898 - famille Lycosidae
- Pardosa valida Banks, 1893 - famille Lycosidae
- Pelecopsidis frontalis (Banks, 1904) - famille Linyphiidae
- Pelecopsis moesta (Banks, 1892) - famille Linyphiidae
- Pelecopsis unimaculata (Banks, 1892) - famille Linyphiidae
- Pelegrina exigua (Banks, 1892) - famille Salticidae
- Pelegrina helenae (Banks, 1921) - famille Salticidae
- Pelegrina insignis (Banks, 1892) - famille Salticidae
- Pellenes cinctipes (Banks, 1898) - famille Salticidae
- Phanias monticola (Banks, 1895) - famille Salticidae
- Phanias neomexicanus (Banks, 1901) - famille Salticidae
- Phantyna remota (Banks, 1924) - famille Dictynidae
- Phiale formosa (Banks, 1909) - famille Salticidae
- Phidippus borealis Banks, 1895 - famille Salticidae
- Phidippus texanus Banks, 1906 - famille Salticidae
- Philodromus exilis Banks, 1892 - famille Philodromidae
- Philodromus floridensis Banks, 1904 - famille Philodromidae
- Philodromus marginellus Banks, 1901 - famille Philodromidae
- Philodromus minutus Banks, 1892 - famille Philodromidae
- Philodromus placidus Banks, 1892 - famille Philodromidae
- Philodromus rufus pacificus Banks, 1898 - famille Philodromidae
- Philodromus traviatus Banks, 1929 - famille Philodromidae
- Pholcophora americana Banks, 1896 - famille Pholcidae
- Phrurolithus similis Banks, 1895 - famille Phrurolithidae
- Phruronellus formica (Banks, 1895) - famille Phrurolithidae
- Phrurotimpus minutus (Banks, 1892) - famille Phrurolithidae
- Physocyclus cornutus Banks, 1898 - famille Pholcidae
- Physocyclus mexicanus Banks, 1898 - famille Pholcidae
- Pikelinia fasciata (Banks, 1902) - famille Filistatidae
- Pirata brevipes (Banks, 1893) - famille Lycosidae
- Pirata montanoides Banks, 1892 - famille Lycosidae
- Pityohyphantes costatus annulipes (Banks, 1892) - famille Linyphiidae
- Platoecobius floridanus (Banks, 1896) - famille Oecobiidae
- Plectreurys bicolor Banks, 1898 - famille Plectreuridae
- Poecilochroa bifasciata Banks, 1902 - famille Gnaphosidae
- Porrhomma boreale (Banks, 1899) - famille Linyphiidae
- Psilochorus apicalis Banks, 1921 - famille Pholcidae
- Psilochorus minutus Banks, 1898 - famille Pholcidae
- Rabidosa hentzi (Banks, 1904) - famille Lycosidae
- Robertus frontatus (Banks, 1892) - famille Theridiidae
- Salticus palpalis (Banks, 1904) - famille Salticidae
- Saltonia incerta (Banks, 1898) - famille Dictynidae
- Sarinda hentzi (Banks, 1913) - famille Salticidae
- Sarinda pretiosa Banks, 1909 - famille Salticidae
- Schizocosa humilis (Banks, 1892) - famille Lycosidae
- Schizocosa retrorsa (Banks, 1911) - famille Lycosidae
- Schizocosa tristani (Banks, 1909) - famille Lycosidae
- Scotinella pallida Banks, 1911 - famille Phrurolithidae
- Scotinotylus alpinus (Banks, 1896) - famille Linyphiidae
- Scytodes intricata Banks, 1909 - famille Scytodidae
- Segestria pacifica Banks, 1891 - famille Segestriidae
- Selenops bifurcatus Banks, 1909 - famille Selenopidae
- Selenops debilis Banks, 1898 - famille Selenopidae
- Selenops morosus Banks, 1898 - famille Selenopidae
- Sergiolus angustus (Banks, 1904) - famille Gnaphosidae
- Sergiolus bicolor Banks, 1900 - famille Gnaphosidae
- Sergiolus minutus (Banks, 1898) - famille Gnaphosidae
- Sidusa femoralis Banks, 1909 - famille Salticidae
- Sidusa perdita (Banks, 1898) - famille Salticidae
- Sidusa tarsalis Banks, 1909 - famille Salticidae
- Sisyrbe rustica (Banks, 1892) - famille Linyphiidae
- Sitticus concolor (Banks, 1895) - famille Salticidae
- Sitticus dorsatus (Banks, 1895) - famille Salticidae
- Sitticus morosus (Banks, 1895) - famille Salticidae
- Sitticus peninsulanus (Banks, 1898) - famille Salticidae
- Sosippus agalenoides Banks, 1909 - famille Lycosidae
- Sosticus insularis (Banks, 1895) - famille Gnaphosidae
- Souessoula parva (Banks, 1899) - famille Linyphiidae
- Sparianthina selenopoides Banks, 1929 - famille Sparassidae
- Spirembolus fasciatus (Banks, 1904) - famille Linyphiidae
- Spirembolus spirotubus (Banks, 1895) - famille Linyphiidae
- Steatoda autumnalis (Banks, 1898) - famille Theridiidae
- Steatoda grandis Banks, 1901 - famille Theridiidae
- Steatoda transversa (Banks, 1898) - famille Theridiidae
- Strotarchus minor Banks, 1909 - famille Eutichuridae
- Synema viridans (Banks, 1896) - famille Thomisidae
- Syspira pallida Banks, 1904 - famille Miturgidae
- Talavera minuta (Banks, 1895) - famille Salticidae
- Tapinocyba distincta (Banks, 1892) - famille Linyphiidae
- Tapinopa bilineata Banks, 1893 - famille Linyphiidae
- Tarsonops sternalis (Banks, 1898) - famille Caponiidae
- Teminius affinis Banks, 1897 - famille Miturgidae
- Terralonus fraternus (Banks, 1932) - famille Salticidae
- Tetragnatha atriceps Banks, 1898 - famille Tetragnathidae
- Tetragnatha confraterna Banks, 1909 - famille Tetragnathidae
- Tetragnatha orizaba (Banks, 1898) - famille Tetragnathidae
- Tetragnatha tristani Banks, 1909 - famille Tetragnathidae
- Theridion albidum Banks, 1895 - famille Theridiidae
- Theridion australe Banks, 1899 - famille Theridiidae
- Theridion biolleyi Banks, 1909 - famille Theridiidae
- Theridion californicum Banks, 1904 - famille Theridiidae
- Theridion cinctipes Banks, 1898 - famille Theridiidae
- Theridion neomexicanum Banks, 1901 - famille Theridiidae
- Thymoites confraternus (Banks, 1898) - famille Theridiidae
- Thymoites indicatus (Banks, 1929) - famille Theridiidae
- Thymoites pictipes (Banks, 1904) - famille Theridiidae
- Tigrosa grandis (Banks, 1894) - famille Lycosidae
- Titanebo mexicanus (Banks, 1898) - famille Philodromidae
- Tmarus minutus Banks, 1904 - famille Thomisidae
- Tmarus separatus Banks, 1898 - famille Thomisidae
- Trachelas mexicanus Banks, 1898 - famille Trachelidae
- Trachelas speciosus Banks, 1898 - famille Trachelidae
- Tricholathys hirsutipes (Banks, 1921) - famille Dictynidae
- Trichopelma maculatum (Banks, 1906) - famille Theraphosidae
- Tunagyna debilis (Banks, 1892) - famille Linyphiidae
- Tutelina similis (Banks, 1895) - famille Salticidae
- Ummidia modesta (Banks, 1901) - famille Halonoproctidae
- Usofila pacifica (Banks, 1894) - famille Telemidae
- Walckenaeria placida (Banks, 1892) - famille Linyphiidae
- Waunana modesta (Banks, 1929) - famille Pholcidae
- Wubana pacifica (Banks, 1896) - famille Linyphiidae
- Wulfila gracilipes (Banks, 1903) - famille Anyphaenidae
- Wulfila immaculatus Banks, 1914 - famille Anyphaenidae
- Wulfila parvulus (Banks, 1898) - famille Anyphaenidae
- Wulfila pretiosus Banks, 1914 - famille Anyphaenidae
- Wulfila ventralis Banks, 1906 - famille Anyphaenidae
- Xysticus apertus Banks, 1898 - famille Thomisidae
- Xysticus curtus Banks, 1898 - famille Thomisidae
- Xysticus floridanus Banks, 1896 - famille Thomisidae
- Xysticus fraternus Banks, 1895 - famille Thomisidae
- Xysticus orizaba Banks, 1898 - famille Thomisidae
- Xysticus texanus Banks, 1904 - famille Thomisidae
- Zanomys californica (Banks, 1904) - famille Amaurobiidae
- Zimiromus iotus (Banks, 1929) - famille Gnaphosidae
- Zimiromus tropicalis (Banks, 1909) - famille Gnaphosidae
- Zornella armata (Banks, 1906) - famille Linyphiidae
- Zorocrates unicolor (Banks, 1901) - famille Zoropsidae
- Zygoballus incertus (Banks, 1929) - famille Salticidae
- Zygoballus iridescens Banks, 1895 - famille Salticidae

Rendant hommage à son travail sur les araignées, certaines d'entre elles ont été nommées en son honneur avec les épithètes banksi ou banksia.
- Anasaitis banksi (Roewer, 1951)[5] - famille Salticidae
- Anopsicus banksi (Gertsch, 1939)[6] - famille Pholcidae
- Carabella banksi Chickering, 1946[7] - famille Salticidae
- Dipoena banksi Chickering, 1943[8] - famille Theridiidae
- Euophrys banksi Roewer, 1951[5] - famille Salticidae
- Eustala banksi Chickering, 1955[9] - famille Araneidae
- Hahnia banksi Fage, 1938[10] - famille Hahniidae
- Hamataliwa banksi (Mello-Leitão, 1928)[11] - famille Oxyopidae
- Hibana banksi (Strand, 1906)[12] - famille Anyphaenidae
- Micrathena banksi Levi, 1985[13] - famille Araneidae
- Mimetus banksi Chickering, 1947[14] - famille Mimetidae
- Oedothorax banksi Strand, 1906[15] - famille Linyphiidae
- Parafluda banksi Chickering, 1946[7] - famille Salticidae
- Phrurolithus banksi Gertsch, 1941[16] - famille Phrurolithidae
- Robertus banksi (Kaston, 1946)[17] - famille Theridiidae
- Selenops banksi Muma, 1953[18] - famille Selenopidae
- Terralonus banksi (Roewer, 1951)[5] - famille Salticidae
- Thymoites banksi (Bryant, 1948)[19] - famille Theridiidae
- Trichopelma banksia Özdikmen & Demir, 2012[20] - famille Theraphosidae
- Xysticus banksi Bryant, 1933[21] - famille Thomisidae

### Les insectes
- Spilosmylus alticolus Banks, 1937
- Spilosmylus apoanus Banks, 1937
- Spilosmylus formosus Banks, 1924
- Spilosmylus monticolus (Banks, 1937)
- Spilosmylus proximus Banks, 1937

...

## Hommages
Un timbre des Comores de 2008 représente Nathan banks (1868-1953) et Nymphalis antiopa (200 FC).

### Note
- (en) Cet article est partiellement ou en totalité issu de l’article de Wikipédia en anglais intitulé « Nathan Banks » (voir la liste des auteurs).